# Forêt de Lorge, landes de Lanfains, cime de Kerchouan
Forêt de Lorge, landes de Lanfains, cime de Kerchouan este o arie protejată (sit de importanță comunitară — SCI) din Franța întinsă pe o suprafață de 507 ha, integral pe uscat.

## Localizare
Centrul sitului Forêt de Lorge, landes de Lanfains, cime de Kerchouan este situat la coordonatele 48°20′59″N 2°50′01″W / 48.34972°N 2.83361°V.

## Înființare
Situl Forêt de Lorge, landes de Lanfains, cime de Kerchouan a fost declarat arie specială de conservare în baza directivei 92/43 din 1992 referitoare la conservarea habitatelor naturale și a faunei și florei sălbatice pentru a proteja 1 specie de plante și 8 specii de animale.

## Biodiversitate
Situată în ecoregiunea atlantică, aria protejată conține 11 habitate naturale: Pajiști umede atlantice temperate cu Erica ciliaris și Erica tetralix, Pajiști uscate europene, Mlaștini oligotrofe degradate, capabile încă de regenerare naturală, Păduri de fag Asperulo-Fagetum, Turbării active, Depresiuni pe substraturi de turbă de Rhynchosporion, Păduri de fag acidofile atlantice, cu subarboret de Ilex și, uneori, de asemenea, Taxus, la nivelul arbuștilor (Quercion robori-petraeae sau Ilici-Fagenion), Pajiști cu Molinia pe soluri calcaroase, turboase sau argilos-nămoloase (Molinion caeruleae), Ape oligotrofe din câmpii nisipoase, cu un conținut foarte redus de minerale (Littorelletalia uniflorae), Liziere de ierburi înalte hidrofile de câmpie și de nivel montan până la alpin, Mlaștini turboase de tranziție și turbării mișcătoare.
La baza desemnării sitului se află mai multe specii protejate:
- plante (1): Luronium natans
- mamifere (6): liliac cârn (Barbastella barbastellus), vidră de râu (Lutra lutra), liliac cărămiziu (Myotis emarginatus), liliac comun (Myotis myotis), liliacul mare cu potcoavă (Rhinolophus ferrumequinum), liliacul mic cu potcoavă (Rhinolophus hipposideros)
- nevertebrate (2): Elona quimperiana, Euplagia quadripunctaria

Pe lângă speciile protejate, pe teritoriul sitului au mai fost identificate 9 specii de plante, 4 specii de păsări, 1 specie de amfibieni, 2 specii de nevertebrate, 1 specie de reptile.